# Ctenocella ceylonensis
Ctenocella ceylonensis är en korallart som först beskrevs av Simpson 1910.  Ctenocella ceylonensis ingår i släktet Ctenocella och familjen Ellisellidae.
Artens utbredningsområde är Indiska oceanen. Inga underarter finns listade i Catalogue of Life.